# Bang the Drum Slowly (filme)
Bang the Drum Slowly (no Brasil, A Última Batalha de um Jogador) é um filme norte-americano de 1973 baseado no romance homônimo de 1956 de Mark Harris. Foi dirigido por John D. Hancock e estrelado por Robert DeNiro e Michael Moriarty.

## Prêmios e honras
Por sua interpretação do holandês Schnell, Vincent Gardenia recebeu uma indicação ao Oscar de Melhor Ator Coadjuvante.